# Erwin José Balagapo
Erwin José Aserios Balagapo (ur. 8 marca 1971 w Catbalogan) – filipiński duchowny katolicki, od 2024 podsekretarz Dykasterii ds. Ewangelizacji.

## Życiorys
12 lipca 1996 otrzymał święcenia kapłańskie i został inkardynowany do archidiecezji Palo. Był m.in. kierownikiem formacji stałej duchowieństwa, wikariuszem sądowym i kanclerzem kurii. W 2015 rozpoczął pracę w watykańskiej Kongregacji ds. Ewangelizacji Narodów, a w 2023 został dyrektorem biura w Sekcji Dykasterii ds. Ewangelizacji ds. Pierwszej Ewangelizacji i Nowych Kościołów Partykularnych.
7 listopada 2024 został mianowany przez papieża Franciszka podsekretarzem Dykasterii ds. Ewangelizacji.